# Ясеновські пагорби
Ясеновські пагорби (Jasenovská hornatina) — гірський масив в Словаччині; геоморфологічна підодиниця Вигорлату. Найвища гора — Дєл (894 м.). Серед визначніших висот — Ясеновський Врх (820 м.). Місце розташування — Пряшівський край і Кошицький край.